# Brackwasser-Trogmuschel

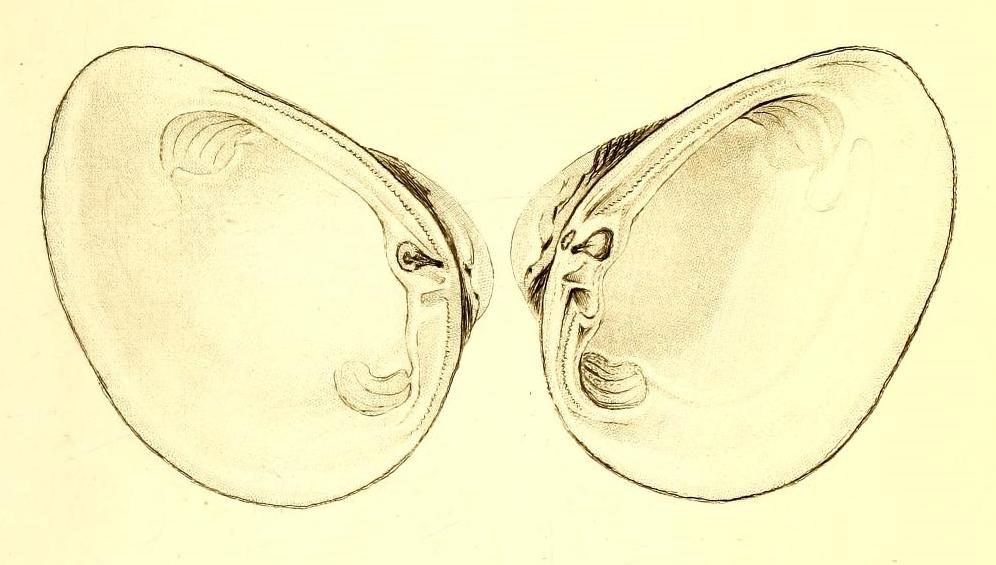
Brackwasser-Trogmuschel (Rangia cuneata), Innenseite (aus G. B. Sowerby I, 1832: Taf. 225 obere und untere Abbildung, kombiniert)

Die Brackwasser-Trogmuschel (Rangia cuneata) ist eine Muschel-Art aus der Familie der Trogmuscheln (Mactridae). Es handelt sich für Europa um eine invasive Art des Brackwassers, deren Vorkommen 2006 erstmals an der belgischen Küste, 2016 auch an der deutschen Nordseeküste nachgewiesen wurde. Das ursprüngliche Verbreitungsgebiet sind die Küstengewässer des Golfs von Mexiko.

## Merkmale
Das gleichklappige, aufgeblähte Gehäuse wird ausgewachsen 25 bis zu 60 mm lang, sehr selten bis 85 mm. Es ist nur geringfügig ungleichseitig. Die prominent vortretenden, nach vorne eingerollten Wirbel sitzen ein wenig vor der Mittellinie. Der Umriss ist eiförmig-gerundet dreieckig und geringfügig länger als hoch. Der hintere Dorsalrand ist leicht gewölbt, fällt steil ab und geht ohne merkliche Unterbrechung in den Hinterrand über. Der Übergang zum Ventralrand ist eng gerundet (enger als der Übergang vom Vorrand zum Ventralrand). Der vordere Dorsalrand ist gerade und geht ebenfalls kontinuierlich in den Vorderrand über. Der Übergang zum Ventralrand ist weit gerundet, ebenso der Ventralrand. Das dunkelbraune Ligament sitzt intern unmittelbar unter und hinter dem Wirbel auf einem tropfenförmigen Resilifer leicht schräg in der breiten Schlossplatte. Lunula und Area sind nicht entwickelt. Die Schlossplatte ist dick und breit mit kräftig entwickelten Zähnen. Beide Klappe haben zwei Hauptzähne, die jeweils einen lambda-förmigen Vorsprung bilden. Der sehr lange, hintere Seitenzahn – er reicht fast bis zum Ventralrand – hat eine gezähnelte Oberseite. Die der rechten Klappe mit einem dem Hauptzahn entsprechenden Grube sowie entsprechenden Gruben für die Seitenzähne. Es sind zwei nahezu gleich große Schließmuskel vorhanden, die deutliche Narben in der Schale erzeugen. Die Mantellinie ist kurz und gerundet eingebuchtet.
Die weißliche Schale ist dick, sehr fest und schwer. Die Ornamentierung besteht aus randparallelen Streifen und schwachen Wellenlinien. Der innere Gehäuserand ist glatt. Das olivfarbene bis hellbraune Periostracum blättert nicht ab, an manchen Stellen gerunzelt. Die Innenseite ist weißlich-glänzend.

Rechte Klappe
Linke Klappe

## Geographische Verbreitung und Lebensraum
Das ursprüngliche Verbreitungsgebiet war wahrscheinlich der Golf von Mexiko. Von dort hat sich die Art seit 1955 entlang der nordamerikanischen Ostküste nach Norden bis zur Mündung des Hudson River ausgebreitet. 2005 wurden erste Exemplare in Belgien gefunden, 2010 in der Weichsel-Mündung (Ostsee), 2013 wurde sie im Nord-Ostsee-Kanal bei Brunsbüttel und in der Ostsee an der litauischen Küste nachgewiesen, 2014 auch in Estland. Weitere Nachweise an der deutschen Ostseeküste erfolgten ab 2018.
Die Art lebt grabend in ästuarinen, brackischen, teilweise von Gezeiten beeinflussten Lebensräumen mit einem Salzgehalt von 5 bis 15 PSU. Es werden sowohl tidebeeinflusste ästuarine Gewässer besiedelt als auch nicht tideoffene Marschengewässer, die durch ein Siel und/oder Schöpfwerk vom direkten Zugang zur Nordsee abgetrennt sind. Besiedlungsbestimmend scheint hier ebenfalls der moderate Salzeinfluss zu sein. Adulte Tiere bevorzugen Weichböden aus Schlamm oder Sand, die von Unterwasservegetation bewachsen sind, und hohe Wassertrübung. Sie ernähren sich filtrierend von pflanzlichem Detritus und Phytoplankton. Möglicherweise stellen auch Bakterien, die auf dem pflanzlichen Detritus aufsitzen, einen nicht unerheblichen Teil der Nahrung.

## Entwicklung
Die Tiere sind getrennt geschlechtlich. Die Geschlechtsprodukte werden ins freie Wasser abgegeben, wo die Befruchtung stattfindet. Im Golf von Mexiko hat die Brackwasser-Trogmuschel zwei Laichzeiten, die allerdings regional noch etwas differieren. In Louisiana beginnt die Laichzeit im März und dauert bis Mai, die zweite Laichzeit dauert von Spätsommer bis November. In Mexiko etwas weiter südlich beginnt die erste Laichzeit schon im Februar und dauert bis Juni, die zweite Laichzeit von September bis November. In diesen Gebieten wurde die Gametogenese durch Wassertemperaturen über 15 °C eingeleitet. Der Salzgehalt musste dabei über 0 PSU liegen, durfte aber 15 PSU nicht überschreiten. Die Eier messen 69 µm im Durchmesser. Aus den befruchteten Eier entwickeln sich in 24 Stunden bereits Veliger-Larven mit einem D-förmigen Larvalgehäuse aus. Diese Gehäuse haben eine Dorsalrandlänge von 55 bis 60 µm. Sie wachsen auf eine Länge von 75 bis 130 µm heran. Sie sind etwas länger als hoch. Etwas später bildet sich der Wirbel aus. Das Gehäuse ist in diesem Stadium 120 bis 175 µm lang. Nach sieben Tagen setzte die Metamorphose ein. Die durchschnittliche Lebenserwartung ist vier bis fünf Jahre. Ein Exemplar mit 75 mm Gehäuselänge dürfte 10 Jahre alt geworden sein.

## Taxonomie
Das Taxon wurde 1832 von George Brettingham Sowerby I als Gnathodon cuneatus erstmals beschrieben. Es ist die Typusart von Gnathodon G. B. Sowerby I, 1832 durch Monotypie. Gnathodon G. B. Sowerby I, 1832 ist allerdings durch Gnathodon Oken, 1816 (Fische) präokkupiert. Die Typusart der Gattung Rangia Des Moulins, 1832 ist Rangia cyrenoides Des Moulins, 1832, ein Synonym von Gnathodon cuneatus, sodass diese Art auch de facto Typusart von Rangia  Des Moulins, 1832.

## Belege

### Online
- Marine Bivalve Shells of the British Isles: Mytilopsis leucophaeata (Conrad, 1831)  (Website des National Museum Wales, Department of Natural Sciences, Cardiff)